# Eristalinus dubiosus
Eristalinus dubiosus är en tvåvingeart som först beskrevs av Charles Howard Curran 1939.  Eristalinus dubiosus ingår i släktet slamflugor, och familjen blomflugor. Inga underarter finns listade i Catalogue of Life.